# Jasper Bukola Adekunle
Jasper Bukola Adekunle (* 5. August 1990) ist eine nigerianische Sprinterin.

## Sportliche Laufbahn
Erste internationale Erfahrungen sammelte Jasper Bukola Adekunle 2019 bei den Afrikaspielen in Rabat, bei denen sie im 200-Meter-Lauf mit 24,36 s in der ersten Runde ausschied und mit der nigerianischen 4-mal-100-Meter-Staffel in 44,16 s die Goldmedaille gewann. 

## Persönliche Bestzeiten
- 100 Meter: 11,71 s (+0,6 m/s), 1. Juli 2008 in Abuja
- 200 Meter: 24,30 s (+0,9 m/s), 16. Juni 2019 in Lagos

| Personendaten    | Personendaten            |
| ---------------- | ------------------------ |
| NAME             | Adekunle, Jasper Bukola  |
| KURZBESCHREIBUNG | nigerianische Sprinterin |
| GEBURTSDATUM     | 5. August 1990           |